# Takasagovolva gigantea
Takasagovolva gigantea là một loài ốc biển, là động vật thân mềm chân bụng sống ở biển thuộc họ Ovulidae.